# 금욕 (영화)
금욕은 1976년 공개된 대한민국의 영화이다.

## 배역
- 이영옥
- 신성일
- 한문정